# Де ти, мій коню?..
«Де ти, мій коню?..» (рос. «Где ты, мой конь?..») — мультфільм 1988 року.

## Сюжет
Про дружбу, яка зав'язалася між життєрадісним і веселим хлопчиком і граціозним гарним конем. Вони проводили разом багато часу, гуляючи на природі, катаючись по околицях. Однак для хлопчини прийшов час їхати в рідне місто. Але хіба може безслідно зникнути щира дружба?

## Творча група
- Режисер-постановник: Єфрем Пружанський
- Сценарист: Жанна Вітензон
- Художник-постановник: Юрій Скирда
- Композитор: Вадим Храпачов
- Кінооператор: Н. Шевчук
- Звукооператор: Ігор Погон
- Художники-мультиплікатори: Н. Бондар, Н. Устенко, Ніна Чурилова, Олена Касавіна, Н. Рудник, М. Антипова, В. Слободин, Н. Бородаєва
- Режисер монтажу: О. Деряжна
- Електронне розфарбовування: І. Пономарьова
- Редактор: Світлана Куценко
- Директор групи: Іван Мазепа